# Pterois antennata
Pterois antennata là một loài cá biển thuộc chi Pterois trong họ Cá mù làn. Loài này được mô tả lần đầu tiên vào năm 1787.

## Từ nguyên
Tính từ định danh antennata trong tiếng Latinh có nghĩa là "có râu", hàm ý đề cập đến các xúc tu dài phía trên mỗi mắt của loài cá này.

## Phân bố
P. antennata có phân bố rộng khắp vùng Ấn Độ Dương - Thái Bình Dương, từ Đông Phi và vịnh Ba Tư trải dài đến quần đảo Line, Polynésie thuộc Pháp và Pitcairn, ngược lên phía bắc đến Nam Nhật Bản, giới hạn phía nam đến Nam Phi, quần đảo Kermadec và Úc (không có ở Hawaii).
P. antennata sống trên các rạn san hô hoặc trong đầm phá, độ sâu đến ít nhất là 86 m, nhưng chúng thường ẩn mình trong kẽ đá vào ban ngày.

## Mô tả
Chiều dài cơ thể lớn nhất được ghi nhận ở P. antennata là 20 cm. Đầu và thân có các sọc màu đỏ hoặc nâu đỏ, các sọc mỏng dần về phía đuôi, xen giữa là các sọc trắng hơn. Xúc tu trên chẩm có các dải trắng và nâu sẫm hoặc đen xen kẽ. Có đốm nâu sẫm hoặc đen ở xương dưới nắp mang. Các gai vây lưng có đốm xen kẽ đỏ sẫm và trắng. Vây ngực có các đốm đen lớn, các tia vươn dài màu trắng đến đỏ nhạt.
Số lượng đốm trên vây ngực ở các mẫu vật P. antennata từ nhóm đảo quốc Trung và Nam Thái Bình Dương nhiều hơn hẳn so với những nơi khác trong phạm vi phân bố của chúng. Tuy nhiên, không có sự khác biệt đáng kể nào được ghi nhận về các đặc điểm hình thái hay trình tự COI giữa các quần thể này, do đó đây chỉ đơn thuần là biến thể địa lý ở P. antennata.
Số gai vây lưng: 12 (hiếm khi 13); Số tia vây lưng: 10–12; Số gai vây hậu môn: 3; Số tia vây hậu môn: 6; Số gai vây bụng: 1; Số tia vây bụng: 5; Số tia vây ngực: thường 17.

## Thương mại
Dù là loài có độc, P. antennata đôi khi vẫn được nuôi làm cá cảnh.